# 450 до н. е.

## Події
- 450 — Друга комісія децемвірів (тоді до їх числа потрапили вже і плебеї). Нова сецесія плебеїв. Прийняття Законів XII таблиць.
- Статуя Фідія — Афіна Промахос виставлена в Афінах.

### Астрономічні явища
- 9 березня. Часткове сонячне затемнення.[1]
- 4 серпня. Часткове сонячне затемнення.[1]
- 2 вересня. Часткове сонячне затемнення.[1]